# Pascal (unitate de măsură)
Pascalul (simbol: Pa) este unitatea de măsură a presiunii, în Sistemul Internațional de Unități de Măsură (SI), definită ca presiunea creată de o forță de 1 Newton aplicată  perpendicular pe o suprafață de 1 metru pătrat. 
A fost denumită după Blaise Pascal, drept recunoaștere a studiilor sale în domeniul presiunii. 
{\displaystyle \mathrm {1\,Pa=1\,{\frac {N}{m^{2}}}=1\,{\frac {kg}{m\cdot s^{2}}}} }

1 Pa = 0,01 milibar = 0,00001 bar
Pentru indicarea presiunii aerului Meteorologia a folosit îndelung unitatea milibar.
1. ↑   https://books.google.es/books?id=L_iJAgAAQBAJ&pg=PT43&dq=1+pascal+%3D+bar&hl=es&sa=X&ved=0ahUKEwiFmZrD-ZbmAhXQyYUKHfoyB9o4FBDoAQgrMAA#v=onepage&q=1%20pascal%20%3D%20bar&f=false Lipsește sau este vid: |title= (ajutor)